# Список графов и герцогов Тура
Граф Тура (фр. comtes de Tours) — титул правителя средневекового французского графства Тур, существовавшего с IX века. В 1044 году графство было присоединено к владениям графов Анжу, которые позже стали королями Англии. В 1204 году графство в числе других французских владений Плантагенетов было завоёвано королём Франции Филиппом II Августом и присоединено к королевскому домену. Позже на территории бывшего графства было образовано герцогство Турень, которое выделялось в виде апанажа младшим сыновьям королей Франции из династии Валуа.

## Графы при Каролингах
- ???—828: Гуго Боязливый (765 — 20 октября 837), герцог Верхнего Эльзаса из династии Этиконидов, отстранён в 828 году.
- 828—844: Адалард Сенешаль.
- 844—851 : Вивиан.
- 851—853: Конрад I Старый.
- 853—866: Роберт Сильный (ум. 866), маркиз Нейстрии, из рода Робертинов.
- 866—886: Гуго Аббат (ум. 886), маркиз Нейстрии, пасынок предыдущего, из рода Вельфов.
- 886—888: Эд (ум. 898), король Франции с 898, сын Роберта Сильного.
- 888—922: Роберт († 923), король Франции с 922, брат предыдущего.

### Виконты Тура
Робертины назначили для управления Туром виконтов:
- 886/887: Аттон I[1][2].
- 890 (?) — около 898: Ардрад[1][3].
- 890 (?) — после 900: Аттон II[1][4].
- 905: Фульк I Рыжий (ум. ок. 942) — виконт Анжера, граф Анжу с 930[1][5].
- 909—943: Тибо Старый (890—943) — виконт Блуа с 906 года, пользуясь борьбой между королём и Гуго Великим, около 940 года принял титул графа Тура[1][6].

## Графы Тура

### Дом де Блуа
- 943—975: Тибо I Плут (ум. 975), виконт Блуа с 943, граф Блуа и Шартра с 960 года, сын предыдущего.
- 975—995: Эд I (ум. 995/996), граф Блуа и Шартра, граф Тура, Шатодена, Провена и Реймса (982—995), сын предыдущего.
- 995—1004: Тибо II (ум. 1004), граф Блуа, Шартра, Тура, Шатодена, Провена и Реймса, сын предыдущего.
- 1004—1037: Эд II (ум. 1037), граф Блуа, Шартра, Тура, Шатодена, Провена и Реймса, затем граф Мо и Труа (под именем Эда I), брат предыдущего.
- 1037—1044: Тибо III (1019—1089), граф Блуа, Шартра, Тура, Шатодена и Провена, граф Мо и Труа (под именем Тибо I), сын предыдущего.

В X—XI веках за Тур спорили графы Блуа и Анжу. В 1044 году граф Анжу Жоффруа II разбил Тибо III в битве при Нуи и захватил Тур, присоединив его к Анжу.

### Анжуйский дом
- 1040—1060: Жоффруа II Мартелл (ум. 1060), граф Анжу и Тура.
- 1060—1068: Жоффруа III Бородатый (ум. после 1096), граф Анжу и Тура.
- 1068—1109: Фульк IV Решен (1043—1109), граф Анжу и Тура.
  - 1098—1106: Жоффруа IV Мартел (ум. 1106), граф Анжу и Тура.
- 1109—1129: Фульк V Молодой (1095—1143), граф Анжу, Тура и Мэна, король Иерусалима.
- 1129—1151: Жоффруа V Красивый или Плантагенет (1113—1151), граф Анжу, Тура, и Мэна, герцог Нормандии.
- 1151—1169: Генрих II [1133—1189), граф Анжу, Тура, и Мэна, герцог Нормандии, герцог Аквитании, король Англии.
- 1169—1183: Генрих Молодой (1155—1183), граф Анжу, Тура, и Мэна, герцог Нормандии.
- 1183—1189: Генрих II (1133—1189), граф Анжу, Тура, и Мэна, герцог Нормандии, герцог Аквитании, король Англии.
- 1189—1199: Ричард I Львиное Сердце (1157—1199), граф Анжу, Тура, и Мэна, герцог Нормандии, герцог Аквитании, король Англии.
  - 1199—1202 : Артур I Посмертный (1187—1203).
- 1199—1204: Иоанн Безземельный (1167—1219), граф Анжу, Тура и Мэна, герцог Нормандии, герцог Аквитании, король Англии.

В 1204 году Тур был завоёван королём Франции Филиппом II Августом и присоединён к королевскому домену.

## Графы и герцоги Турени (апанаж)
Турень иногда получали в качестве апанажа младшие дети и внуки королей Франции из династии Валуа, а именно следующие:
- 1346—1360: Филипп I (1336—1375), герцог Орлеанский, граф Валуа и Бомон-ле-Роже, сын короля Филиппа VI.

Герб Филиппа Смелого, ставший гербом Турени.

В 1360 году Турень возведена в статус герцогства.
- 1360—1363: Филипп II Смелый (1342—1404), сын короля Иоанна II Доброго.
В 1363 году вместо Турени Филипп получил герцогство Бургундия.
- 1363—1364: Карл I Мудрый (1337—1380), дофин, герцог Турени, король Франции (Карл V) с 1364 года, сын короля Иоанна II Доброго.
- 1370—1384: Людовик I Анжуйский (1339—1384), герцог Анжу и Мэна, герцог Турени, титулярный король Неаполя, граф Прованса, сын короля Иоанна II Доброго.
- 1386—1392: Людовик II (1372—1407), герцог Орлеана и Турени, сын короля Карла V Мудрого.
- 1401—1415: Жан I Французский (1398—1417), герцог Турени и дофин, сын короля Карла VI.
- 1417—1422 : Карл II Победоносный (1403—1461), герцог Турени, с 1422 года — король Франции (Карл VII).
- 1422—1424 : Артур III Бретонский (1393—1458), герцог Туреньский, пожалован титулом регентом Франции Джоном, герцогом Бедфорд.
- 1424 : Арчибальд I Дуглас (1372—1424), 4-й граф Дуглас, герцог Турени. Его потомки никогда не претендовали на титул герцога Турени.
- 1424 : Иоланда Арагонская (1384—1443), герцогиня Турени, титулярная королева Арагона.
- 1424—1434 : Людовик III Анжуйский (1403—1434), герцог Турени, герцог Анжуйский.
- 1434—1435 : Жан II (1408—1435), титулярный герцог Туреньский, номинально титул пожалован регентом Франции Джоном, герцогом Бедфорд.
- 1528—1531 : Луиза Савойская (1476—1531), герцогиня Турени, мать короля Франциска I.
- 1547—1558 : Элеонора Австрийская (1498—1558), герцогиня Турени, вдова Франциска I.
- 1561—1576 : Мария Шотландская (1542—1587), герцогиня Турени, королева Шотландии, вдова Франциска II.
- 1576—1584 : Франциск I (1555—1584), герцог Анжу, Турени и Берри, брат королей Франциска II, Карла IX и Генриха III.

Куртуазный титул
- 1981—1984 : Людовик IV, герцог Турени, впоследствии титулярный король Франции Людовик XX.
- С 2019: Генрих, герцог Турени, третий сын Людовика XX.